# Josep Ferrer i Costa
Josep Ferrer i Costa (Calella, 1965) és un filòleg, activista cultural i escriptor català. És conegut per la seva contribució cultural en la conservació de la memòria d’alguns dels escriptors catalans més rellevants de la literatura d’exili, treballant obres i/o epistolàries de Vicenç Riera i Llorca, Manuel Serra i Moret, Albert Manent, Joan Fuster i Joan Coromines, entre d'altres. És el director de la Fundació Pere Coromines i de l'editorial Curial Edicions Catalanes.

## Trajectòria
Llicenciat en Filosofia i Lletres per la Universitat Autònoma de Barcelona (UAB), va completar els seus estudis amb un DEA en Filologia Catalana per la Universitat de Girona.
El 1992 va ser membre fundador, col·laborador i assessor lingüístic de Repòrter, una revista mensual d’informació de l'Alt Maresme. Poc després, el 1994, va començar a col·laborar amb la Revista de Catalunya. El 2001 va començar a col·laborar amb El Punt, escrivint sobre temes de cultura i opinió del diari. Va treballar a les edicions Maresme i Barcelona, entre 2001 i 2007, assumint diversos càrrecs de responsabilitat.
El 2006 va començar a treballar com a coordinador de la Fundació Pere Coromines de Sant Pol de Mar. Des de 2011 és director de la mateixa Fundació i de l’editorial Curial Edicions Catalanes.

## Publicacions destacades
Ferrer i Costa ha participat en desenes de publicacions, especialment reculls d'epistolaris. Algunes de les seves obres més destacades són:
- Epistolari Joan Fuster-Vicenç Riera Llorca (1993 i 2020), a cura de Josep Ferrer i Joan Pujadas.
- Índex de l'Onomasticon Cataloniæ de Joan Coromines (vol. VIII, 1997), a cura de Joan Ferrer, Josep Ferrer i Joan Pujadas.
- Índex del Diccionari etimològic i complementari de la llengua catalana de Joan Coromines (vol. X, 2002), a cura de Joan Ferrer, Josep Ferrer i Joan Pujadas.
- Joan Coromines. Epistolari (18 volums publicats entre 1998 i 2021), a cura de Josep Ferrer i Joan Pujadas.
- Joan Coromines. Itineraris. Excursions a la recerca del mot, de la paraula viva (2014), a cura de Josep Ferrer i Joan Pujadas.
- Josep Carner i Miquel Ferrer. Correspondència d'exili (2022), a cura de Josep Ferrer i Joan Pujadas.[5]

## Premis i reconeixements
El 1994 va rebre el Premi Crítica Serra d’Or de Literatura i Assaig al millor epistolari amb Joan Pujadas i Marquès per l’edició de l’Epistolari Joan Fuster-Vicenç Riera Llorca.